# Pro Evolution Soccer (игра)
Pro Evolution Soccer (известная в Японии, как World Soccer: Winning Eleven 5 Final Evolution)— первая игра футбольной серии игр Pro Evolution Soccer.
Игра была выпущена 23 ноября 2001 года в Европе и 13 декабря того же года в Японии на PlayStation 2. Зимой 2002 года специально для стран Европы вышла версия для PlayStation
Игра World Soccer: Winning Eleven 5 была выпущена 15 марта 2001 года только в Японии и стала первой игрой серии World Soccer: Winning Eleven, выпущенной на консоль PlayStation 2. Вскоре эта игра была улучшена и выпущена, как World Soccer: Winning Eleven 5 Final Evolution, являющаяся аналогом Pro Evolution Soccer

## Геймплей
Анимация игроков (по сравнению с предыдущими версиями) была усовершенствована, на новом движке работают падения и дриблинг. Стадионы и толпы были переработаны для большего реализма. Некоторые компоненты, такие как стадион, тени и усталость игроков впервые появились в серии.
Вратари стали гораздо умнее. Игроки стали более разумно работать с мячом, чем прежде. Сам мяч стал реагировать более непредсказуемо при ударах игроков и рикошетах от защитников.

## Команды
В игру были включены 53 национальные сборные и 32 клуба. Игра почти не имеет официальной лицензии на команды, так что все составы, которые похожи на реальные, не имеют эмблем.

### Национальные сборные
| - Аргентина - Австралия - Австрия - Бельгия - Бразилия - Болгария - Камерун - Чили - Китай - Колумбия | - Хорватия - Чехия - Дания - Англия - Финляндия - Франция - Германия - Греция - Венгрия - Иран | - Ирландия - Италия - Ямайка - Япония - Мексика - Марокко - Нидерланды - Нигерия - Северная Ирландия - Норвегия | - Парагвай - Перу - Польша - Португалия - Румыния - Россия - Саудовская Аравия - Югославия - Словакия - Словения | - ЮАР - Испания - Швеция - Швейцария - Тунис - Турция - Украина - США - Уругвай - Южная Корея | - Шотландия - Уэльс - Египет |

### Клубы
| - Манчестер Юнайтед - Арсенал - Челси - Ливерпуль - Лидс Юнайтед - Вест Хэм Юнайтед - Ньюкасл Юнайтед - Барселона | - Реал Мадрид - Валенсия - Депортиво Ла-Корунья - Монако - Олимпик Марсель - Пари Сен-Жермен - Бордо - Аякс | - Фейеноорд - ПСВ - Интернационале - Ювентус - Милан - Лацио - Парма - Фиорентина | - Рома - Боруссия Дортмунд - Бавария Мюнхен - Байер 04 - Васко да Гама - Палмейрас - Ривер Плейт - Бока Хуниорс |

## Отзывы
| Сводный рейтинг    | Сводный рейтинг |
| Агрегатор          | Оценка          |
| ------------------ | --------------- |
| GameRankings       | 91,69 %         |
| Metacritic         | 93/100          |
| Иноязычные издания |                 |
| Издание            | Оценка          |
| CVG                | 9/10            |
| Edge               | 9/10            |
| Eurogamer          | 9/10            |
| Famitsu            | 34/40           |
| BBC Sport          | 95 %            |
| FHM                | [ 9 ]           |
| PSW                | 9/10            |
| PSM3               | 95 %            |

Pro Evolution Soccer получила восторженные отзывы критиков.